# Лордов терен за крикет
Лордов терен за крикет (енгл. Lord's Cricket Ground) или скраћено само Лордс (енгл. Lord's) је стадион за крикет у лондонској градској општини Вестминстер (Енглеска). Терен је име добио у част његовог оснивача, Томаса Лорда који је професионално играо крикет од 1787. до 1802. године.
Стадион је у власништву крикет клуба Мерилбоун (енгл. Marylebone Cricket Club), а на њему своје утакмице игра и окружни крикет клуб Мидлсекс (енгл. Middlesex County Cricket Club). У просторијама стадиона своје седиште имају и Одбор за крикет Енглеске и Велса, Европски савет за крикет и од августа 2005. Међународни савет за крикет.
Лордов стадион за крикет се често назива и домом крикета а у његовим просторијама се налази и најстарији активни музеј посвећен неком спорту на свету.
Стадион је на данашњем локалитету отворен давне 1814. а исте године ту је одиграна и прва утакмица у крикету између Мерилбоуна и Хартфордшира (22. јуна). Стадион поседује трибине капацитета 28.000 седећих места а својеврстан симбол целог стадиона је трибина павиљон саграђен у викторијанском стилу 1890. године.
Поред крикета на Лордсу ће се током Летњих олимпијских игара 2012. одржавати такмичења у стреличарству.